# Hernán Crespo

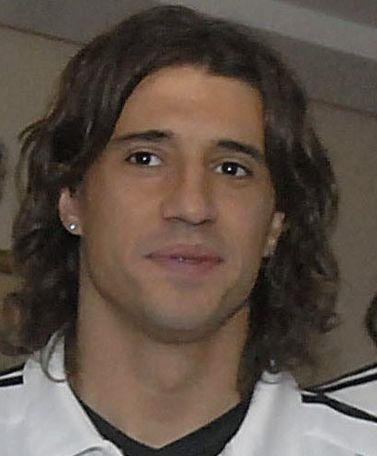
Hernán Crespo, 2007.

Hernán Jorge Crespo, född 5 juli 1975 i Florida, är en argentinsk tidigare fotbollsspelare som spelade som anfallare. I dagsläget är han tränare för Al-Duhail som spelar i Qatar Stars League.
Crespo var under sin spelarkarriär en fruktad målskytt. Han hade en viktig roll i andra halvan av Parmas framgångsrika 1990-tal och var en del av det Parma som vann tre cuptitlar inom hundra dagar. När han år 2000 köptes av Lazio var det historiens dyraste spelarköp. Framgångarna fortsatte sedan med Inter, Chelsea och Milan.
Utöver det gjorde Crespo 35 mål på 64 matcher för det argentinska landslaget, med det är han Argentinas fjärde främsta målskytt i landslaget genom tiderna.

## Klubbkarriär
Crespo började tidigt spela fotboll som är en av de största sporterna i Argentina. Han utvecklades snabbt till en skicklig spelare och värvades av River Plate, en av landets största klubbar, som han stöttat hela sin uppväxt. 1996 hjälpte Crespo klubben att vinna klubbens andra titel i Copa Libertadores, tio år efter att han sett laget vinna den första. Han gjorde tio mål i turneringen, varav två i finalen.
Efter tre framgångsrika säsonger med River värvades Crespo sommaren 1996 av den italienska klubben Parma. Parma genomgick sitt mest framgångsrika decennium någonsin och hade nyss värvat Enrico Chiesa från Sampdoria, Chiesa och Crespo skulle komma att utgöra ett framgångsrikt anfallspar för klubben. Inledningsvis hade Parma även storstjärnan Gianfranco Zola till sitt förfogande, vilket innebar att Crespo till en början blev bänkad. Tränare Ancelotti flyttade dock Zola till en yttermittfältsroll vilket öppnade för Crespo i anfallet och i november såldes Zola, missnöjd med positionsbytet, till storsatsande Chelsea. Parma gjorde en strålande säsong i Serie A 1996/1997 och slutade på en andraplats, blott två poäng bakom Juventus. Crespo stod för 12 ligamål.
Debuten i europaspel kom först säsongen därpå eftersom Parma eliminerats redan i första omgången av Uefacupen 1996/1997. Crespo spelade sin första europamatch mot Widzew Łódź i kvalomgången till Champions League, Parma vann med 7-1 över två möten. I gruppspelet stod Crespo för två av Parmas sex mål, han nätade mot Galatasaray och Borussia Dortmund. Klubben slutade på sjätte plats i Serie A 1997/1998 och Crespo gjorde återigen 12 mål i ligan.
Med Parma var Crespo med om att vinna Uefacupen säsongen 1998/1999. Crespo var en av målskyttarna i finalen mot Marseille som slutade 3-0. 2000 såldes Crespo vidare till Lazio, där han vann den italienska skytteligan. Efter VM 2002 flyttade Crespo till Milanoklubben Inter.
Mångmiljardären Roman Abramovitj, ägare av den engelska klubben Chelsea FC, värvade Crespo till säsongen 2003. Efter säsongen lånades han ut till AC Milan, där han gjorde två mål i finalen av Champions League mot Liverpool, innan han återvände till Chelsea för att säsongen 2006 åka tillbaka till Italien och till Inter. Crespo blev klar för Genoa sommaren 2009, men tiden där blev inte långvarig. Från och med januari 2009 spelade han i sin forna klubb Parma. Crespo gjorde stor succé i Parma och blev en stor publikfavorit, när han återvände till Parma var cirkeln sluten och allt kändes som en saga.

## Landslagskarriär
Crespo hade nyss skrivit på sitt kontrakt med Parma då han åkte till Atlanta för att delta i OS 1996. Turneringen var en succé för Crespo som vann skytteligan med sex mål. Samtidigt gick Argentina till final i turneringen där man dock förlorade mot Nigeria.
Crespo spelade för första gången någonsin i Copa América som 31-åring.
Han gjorde två mål i första matchen när USA krossades med 4-1.

## Meriter
- Argentinsk ligamästare 1993, 1994 och 1996
- Engelsk ligamästare 2005 och 2006
- Coppa Italia 1999 med Parma
- UEFA-cupen 1999 med Parma
- Italiensk skyttekung 2001 med Lazio
- Italiensk ligamästare 2007 med Inter